# Evil Dead: Regeneration
Evil Dead: Regeneration — видеоигра в жанре action по мотивам кинотрилогии Зловещие мертвецы. Разработана Cranky Pants Games для платформ Sony PlayStation 2/XBox, издана THQ 13 сентября 2005 года. Релиз игры для PC состоялся 12 октября 2005.
Персонаж Эша Уильямса был озвучен для игры актёром Брюсом Кэмпбеллом, исполнявшим эту роль в кинофильмах, персонаж Сэма — Тедом Рэйми, а также Профессор Ноуби — Боб Дориан.
В России игра была локализирована и издана компанией Бука в 2006 году.

## Сюжет и персонажи
Игра основывается на событиях фильма «Зловещие мертвецы 2», между тем предлагая альтернативную версию развития событий, согласно которой Эш не отправился в прошлое, а книга Некрономикон не была уничтожена в первом фильме.
После сражения со злом в лесной хижине Эша Уильямса признают сумасшедшим и отправляют в психиатрическую клинику «Sunny Meadows» (рус. «Солнечные луга»), заведует которой доктор Рейнхард, завладевший Некрономиконом и дневником профессора Ноуби. Спустя полгода Салли Боулайн, адвокату Эша, удаётся выкрасть у Рейнхарда дневник, после чего она начинает понимать, что всё рассказанное Эшем было правдой. В это же время в подвале клиники Рейнхард, проводя эксперименты с Некрономиконом, выпускает в мир кандарийских демонов, которые превращают в дедайтов пациентов больницы и персонал.
Побродив по клинике и вернув себе оружие и одежду, Эш спускается в подвалы, где встречает голограмму Ноуби. Тот объясняет, что Рейнхард открыл в окрестностях несколько врат-порталов, через которые и прибывают демоны. Ноуби возлагает на Эша миссию найти и закрыть эти порталы и в качестве помощника даёт ему карлика Сэма (бывшего пациента Рейнхарда), который имеет мистическую связь с Некрономиконом и знает, где находятся порталы и как их закрыть. Ноуби также сообщает, что для завершения ритуала Рейнхарду требуется дневник, находящийся у Салли, и поэтому та находится в серьёзной опасности.
Удалившийся в другое измерение Рейнхард похищает Салли с помощью демонов и узнаёт из дневника Ноуби, что последним ритуалом для воцарения на земле демонов должно стать человеческое жертвоприношение. Тем временем Эш с Сэмом в ходе своей миссии добираются до очередного портала в портовом городе Тёрнхэм, где Сэм неверно произносит закрывающее заклятие, и герои переносятся в логово Рейнхарда, собирающегося принести в жертву Салли. С большим трудом одолев Рейнхарда, герои закрывают последний портал и спасают Салли, которая впрочем оказывается дедайтом и открывает портал заново. Эшу удаётся убить Салли, однако в итоге он оказывается втянут в портал вместе с Сэмом, возможно тем самым продолжая оригинальную сюжетную линию, где Эш оказывается близ замка Кандар в 1300 году.

## Геймплей

Скриншот игры (уровень «Леса»).

В игре используется популярный кроссплатформенный игровой движок RenderWare.
Игровой процесс основан на принципе hack and slash/beat 'em up. Игра насчитывает десять уровней, выходы с которых как правило охраняются боссом и/или так называемыми «пожирателями душ» (англ. Soul Eaters), которым нужно принести и скормить три «души», хранящиеся в произрастающих на уровне яйцах-коконах.
Особенностью игры является наличие у главного героя персонажа-помощника Сэма. По умолчанию Сэм действует как автономный союзник в битвах, которого Эш также может забрасывать в нужные места прицельным пинком. Однако при нахождении на уровне особой метки Эш может получать и полный контроль над Сэмом, который, будучи карликом, способен пролезать в недоступные Эшу локации и открывать ему дорогу. Персонаж Сэма носит юмористический характер и в процессе игры многократно погибает, после чего вновь возвращается к жизни.
По аналогии с более ранней игрой The Suffering, начиная с уровня «Леса», Эш также может на время принимать демоническую форму, превращаясь в дедайта, и в этом режиме нанося противнику удвоенные повреждения. Шкала дедайта отображается на экране в виде позвоночника, так же как и лайф-бар может увеличиваться в длине при нахождении соответствующей метки и заполняется по мере сбора игроком жёлтой субстанции (главным образом остающейся на месте поверженных врагов).
На уровнях также спрятаны 20 отдельных страниц Некрономикона, при их нахождении открывающих в игровом меню различные бонусы — комментарии Брюса Кэмпбелла, рисунки и концепт-арт игры.

## Оценки критиков
| Сводный рейтинг       | Сводный рейтинг | Сводный рейтинг | Сводный рейтинг |
| Издание               | Оценка          | Оценка          | Оценка          |
| Издание               | PC              | PS2             | Xbox            |
| --------------------- | --------------- | --------------- | --------------- |
| GameRankings          | N/A             | 69,17 %         | 67,13 %         |
| Metacritic            | 69/100          | 68/100          | 66/100          |
| Иноязычные издания    |                 |                 |                 |
| Издание               | Оценка          | Оценка          | Оценка          |
| Издание               | PC              | PS2             | Xbox            |
| EGM                   | N/A             | 5,5/10          | 5,5/10          |
| Game Informer         | N/A             | 6/10            | 6/10            |
| GamePro               | [ 10 ]          | [ 10 ]          | [ 10 ]          |
| GameRevolution        | N/A             | C+              | C+              |
| GameSpot              | N/A             | 6,9/10          | 6,9/10          |
| GameSpy               | N/A             | [ 13 ]          | [ 13 ]          |
| GameTrailers          | 7,9/10          | 7,9/10          | 7,9/10          |
| GameZone              | N/A             | 6,4/10          | 6,6/10          |
| IGN                   | 6,6/10          | 6,8/10          | 6,8/10          |
| OPM                   | N/A             | [ 19 ]          | N/A             |
| OXM                   | N/A             | N/A             | 6,5/10          |
| Русскоязычные издания |                 |                 |                 |
| Издание               | Оценка          | Оценка          | Оценка          |
| Издание               | PC              | PS2             | Xbox            |
| Absolute Games        | 69 %            | N/A             | N/A             |
| «Игромания»           | 7,0/10          | N/A             | N/A             |

Большинство рецензентов сходятся во мнении, что по сравнению с предыдущими играми серии «Зловещие мертвецы» Regeneration выглядит обнадёживающе, отмечая неплохие звуковые эффекты, грамотную режиссуру видеороликов, отличное озвучивание и чёрный юмор. Критикуются в основном однообразие геймплея, небольшая продолжительность самой игры, слабость системы комбо-ударов.